# Philip J. Cohen
Philip J. Cohen (1953.), američki je liječnik i povjesničar.

## Životopis
Philip J. Cohen rođen je 1953. godine. Diplomirao je društvene znanosti na New Collegeu (Sarasota, Florida) i medicinu na University of Medicine and Dentistry of New Jersey (Newark, New Jersey). Vršio je istraživanja na Nacionalnom institutu za rak (Bethesda, Maryland). Obavlja medicinsku praksu.
Cohen piše i drži predavanja o bivšoj Jugoslaviji, u kojima razobličuje velikosrpsku propagandu i povijesni revizionizam koji nastoji opravdati srpske zločine u Hrvatskoj i Bosni i Hercegovini (1990. – 1995.) te prikazati četnike Draže Mihailovića u Drugom svjetskom ratu kao antifašističke borce. Napisao je drugo poglavlje, The Complicity of Serbian Intellectuals in Genocide in the 1990s, u knjizi This Time We Knew. Western Responses to Genocide in Bosnia. (New York University Press, New York, 1996.) čiji su urednici Thomas Cushman i Stjepan G. Meštrović.

## Djela
- Serbian anti-Semitism and exploitation of the Holocaust as propaganda, 1992.[2]
- Desecrating the Holocaust: Serba's exploitation of the Holocaust as progaganda, vl. naklada, 1993.; 1994.[2][3]
- Serbia's Secret War: Propaganda and the Deceit of History, Texas A&M University Press, College Station, 1996.[4] (boš. izd. Srpski tajni rat: propaganda i obmana historije, Biblioteka Dokumenti, Ljiljan, Sarajevo, 1996.; hrv. izd. Tajni rat Srbije. Propaganda i manipuliranje poviješću, Ceres, Zagreb, 1997.[2])
- Drugi svjetski rat i suvremeni četnici: njihov povijesno-politički kontinuitet i posljedice po stabilnost na Balkanu = The World War II and contemporary Chetniks: their historico-political continuity and implications for stability in the Balkans, Biblioteka Ceres, knjiga 21, Ceres, Zagreb, 1997. (dvojezično hrvatsko i englesko izdanje) (tal. izd. La 2. guerra mondiale ed i Cetnici contemporanei: la loro continuità storico-politica e le implicazioni per la stabilità nei Balcani, Quaderni di Radio Balkan, Radio Balkan, Trst, 1999.[5])

## Odličja
- 1997.: Red Danice hrvatske s likom Marka Marulića.[6]

## Vanjske poveznice
- Miljenko Hajdarović, Philip J. Cohen – Drugi svjetski rat i suvremeni četnici  Arhivirana inačica izvorne stranice od 14. srpnja 2015. (Wayback Machine), povijest.net, 19. srpnja 2008.
- (engl.) Philip J. Cohen M.D.: "Serbian Anti-Semitism and Exploitation of the Holocaust as Propaganda", July 20, 1992, (u međumrežnoj pismohrani archive.org 5. ožujka 2016.)
- (engl.) "Holocaust History Misappropriated" by Philip J. Cohen. MIDSTREAM: A Monthly Jewish Review, Nov 1992. Vol XXXVIII No. 8., (u međumrežnoj pismohrani archive.org 3. listopada 2011.)
- (engl.) Philip J. Cohen, Ending the War and Securing Peace in Former Yugoslavia, 6 Pace Int'l L. Rev. 19 (1994)
- (engl.) Google knjige: ur. Thomas Cushman i Stjepan G. Meštrović, This time we knew: Western responses to genocide in Bosnia, drugo poglavlje, Philip J. Cohen, The Complicity of Serbian Intellectuals in Genocide in the 1990s, str. 39.-64.